# 科科爾納
科科爾納是哥倫比亞的城鎮，位於該國北部，由安蒂奧基亞省負責管轄，距離首府麥德林79公里，始建於1793年，面積210平方公里，海拔高度1,241米，2005年人口14,306。
6°3′25″N 75°11′7″W / 6.05694°N 75.18528°W